# 境外勢力影響透明法草案
《境外勢力影響透明法》，或稱「外國代理人登記法」，由中華民國立法委員尤美女、王定宇等25人與台灣基進提出，法案參酌美國1938年「外國代理人登記法」、澳大利亚「2018外國勢力透明化法案」。

## 起源
2018年11月24日九合一大選結束，綠營慘敗之後，台湾基进黨主席陳奕齊因鑑於中華人民共和國以各種方式滲透當地產業（尤其是媒體傳播業與宗教運作），嚴重介入選舉改變台灣政治生態，在多次呼籲政府立法沒有得到回應的狀況下，在黨內開始推動台灣版「反外國干預」相關法案起草。時任台灣基進中常委的何澄輝與多位學者稱因鑑於中華民國頻繁遭受中華人民共和國以各種方式滲透當地產業（尤其是媒體傳播業與宗教運作）並進行統戰，因此建議彷效他國建立「外國代理人登記制度」。
2019年5月13日，由台灣基進率先響應，提出《外國代理人登記法》草案初擬與發起連署。5月28日，时代力量亦提出《反境外敵對勢力併吞滲透法》草案但5月31日逕附二讀遭否決。6月17日，民主进步党與台灣基進於立法院召開記者會說明外國代理人登記制度之推行進度，共同推動此法案。
9月19日，台灣基進與民主進步黨立委尤美女等人召開記者會，宣示將全力推動《境外勢力影響透明法》草案。國民黨立法院黨團在9月22日院會期間搶占主席台杯葛該案，並要求民進黨撤回。
10月15日，立法院會進行報告事項時將《境外勢力影響透明法》草案交付內政委員會審查，國民黨團、親民黨團隨後引用議事規則，於同日院會散會前提出復議案，讓相關草案無法付委。立法院會稍後在10月29日處理各黨團提出的變更議程案，經表決後通過民進黨團提出的變更議程案，將相關復議案列入院會討論事項中，民進黨團再以人數優勢，經表決後將代理人相關草案交付內政委員會審查。
12月27日，《反滲透法》進入黨團協商的時候，国民党曾銘宗表示：民进党柯建銘「三次」答應國民黨不推中共代理人法，還要曾銘宗去對時代力量的提案提覆議，柯建銘表示：剛剛曾的談話，他一概承認。

## 內容
《境外勢力影響透明法》旨在針對與外國政治勢力有關的個人或團體，若有意圖影響選舉、公投、政策行政與廢止、政黨運作、通訊傳播等活動，將要求登記為「境外勢力代理人」，並披露其活動之資金、人員和事務關係往來等資訊，以達至信息公開透明。
草案重心並非對言論進行審查，是依明確規範，進行資訊揭露與透明化，採事前預防、事後懲處。代理人應登記未登記將涉行政罰，虛偽登載則需擔負刑罰，主管機關為法務部。
台商未影響政治、純粹商業行為不在登記範圍。草案有設置豁免條款，台商在中國經商就業，未影響政治、純粹的商業行為並不在登記範圍；另外，訴訟、法律調查以及外交等相關事務，也都不需要登記。

## 各界看法
在時代力量版本的《反境外敵對勢力併吞滲透法》草案提出後，成大教授李忠憲指出該草案內容需透過國安局進行境外敵對勢力審查，但此恐造成國安局過度濫權，並與時代力量之前提出之資訊安全法草案立法精神衝突，且又於國安局私菸案中時代力量又對國安局之信任提出批判，此草案明顯具有嚴重缺陷。
民进党立委李俊俋認為美澳學者一致認為採「登記制」揭露代理人無法達到效力，重點應在於禁止「行為」而非「對象」，因此「反滲透法」的第一個重點就是不採登記制。李俊俋還強調澳洲自2018年訂定境外勢力相關法案後，至今僅登記6案，關於這一點並非事實，澳洲的外國勢力代理人登記制度是必須上網公開的，因此可以從澳洲政府的代理人登記網站上的公開資料看到，已經至少有200多筆登記資料，其中不乏中國、美國、馬來西亞、法國等國的代理人登記資料。
台灣守護民主平台理事、台灣民主實驗室研究員宋承恩認為《境外勢力影響透明法》是彌補現有法規不足的工具之一。也因此境外勢力登記並不代表其行為就自動合法，仍受到《政治獻金法》、《選舉罷免法》、《國安法》等限制。但對於民進黨黨團不支持反而另推《反滲透法》感到不滿，認為修法的初衷本是為了填補舊法漏洞，但是「面對我們現在真實的國安威脅，新法是沒有辦法補這個漏洞。」
兩岸交流遠景基金會執行長賴怡忠在其專欄文中寫到，「目前出現一種「透明化形同讓中國政治代理人作為合法化」的說法，包括筆者先前也對此堅信不移。但這實際上是個把兩個作用在不同對象的觀念搞混而產生的迷思。」、「揭露／透明化最重要的功用，是區別出合法合理的外國政治代理與不合法的外國政治代理。」